# Hostalric
Hostalric è un comune spagnolo di 2 912 abitanti situato nella comunità autonoma della Catalogna.

## Storia

### Simboli
Lo stemma è stato approvato il 7 giugno 1989.
Lo stemma era tradizionalmente in uso dal XVI secolo e rappresenta una stella e il castello del paese, situato in cima ad una collina e costruito nel XIV secolo da Bernardo II de Cabrera, che divenne il centro della viscontea di Cabrera.